# Hartmut Schäfer (Ruderer)
Hartmut Schäfer (* 25. September 1961) ist ein ehemaliger deutscher Leichtgewichts-Ruderer, der bei Weltmeisterschaften zwei Silbermedaillen und eine Bronzemedaille gewann.

## Sportliche Karriere
1980 ruderte Schäfer beim Match des Seniors, einer Vorläuferveranstaltung der U23-Weltmeisterschaften, im deutschen Doppelvierer und belegte den dritten Platz. Bei den Weltmeisterschaften 1981 belegte er den siebten Platz im Leichtgewichts-Einer. Zwei Jahre später bei den Weltmeisterschaften 1983 wurde er Sechster mit dem Leichtgewichts-Achter. Von 1984 bis 1988 nahm Hartmut Schäfer zusammen mit Roland Ehrenfels viermal an Weltmeisterschaften im Leichtgewichts-Doppelzweier teil. 1984 in Montreal erreichten die beiden das Ziel mit viereinhalb Sekunden Rückstand auf die italienischen Sieger und anderthalb Sekunden Vorsprung auf die drittplatzierten Dänen. 1985 in Hazewinkel gewann der französische Zweier vor den Italienern. Zweieinhalb Sekunden hinter den Italienern erruderten Ehrenfels und Schäfer die Bronzemedaille mit 0,88 Sekunden Vorsprung vor den Dänen. 1987 in Kopenhagen verpassten Ehrenfels und Schäfer das A-Finale und belegten insgesamt den siebten Platz. 1988 in Mailand siegten die Italiener mit zweieinhalb Sekunden Vorsprung vor den beiden Deutschen, die drittplatzierten Niederländer lagen 0,78 Sekunden zurück.
Hartmut Schäfer begann beim Ruderverein Cassel und startete dann für den Kölner Ruderverein von 1877. Beim Deutschen Meisterschaftsrudern siegte er viermal zusammen mit Roland Ehrenfels im Leichtgewichts-Doppelzweier. 1984 siegten beide zusätzlich im Leichtgewichts-Doppelvierer. 1985 waren beide auch Deutsche Meister im Leichtgewichts-Achter.